# Jinchuanloong
Jinchuanloong („drak z Ťin-čchuan (angl. Jinchuan)“) byl rod relativně malého sauropodního dinosaura, žijícího na území dnešního severozápadu Číny (provincie Kan-su) v období střední jury (asi před 168 až 165 miliony let).

## Objev a popis
Fosilie typového exempláře (sbírkové označení JCMF 0132) byly objeveny v roce 2017 v sedimentech geologického souvrství Sin-che (Xinhe) na území distriktu Ťin-čchuan (odtud rodové jméno). Byla objevena zejména přední a zadní část kostry, včetně relativně dobře dochované lebky. Jednalo se patrně o nedospělého a plně nedorostlého jedince, celkově se tento eusauropod podobal například většímu rodu Mamenchisaurus. Jemu relativně blízce příbuznými rody však mohly být spíše taxony Jobaria z Nigeru a Lapparentosaurus z Madagaskaru.
Druh Jinchuanloong niedu byl formálně popsán v květnu roku 2025. Druhové jméno niedu znamená v překladu z mandarínštiny "město niklu", protože tento prvek je v oblasti města Ťin-čchuan velmi bohatě zastoupen. Sedimenty, ve kterých byl tento sauropod objeven, zřejmě představují někdejší sladkovodní (říční) ekosystém. Byly zde dokonce objeveny fosilie blíže neurčeného druhu plesiosaura.

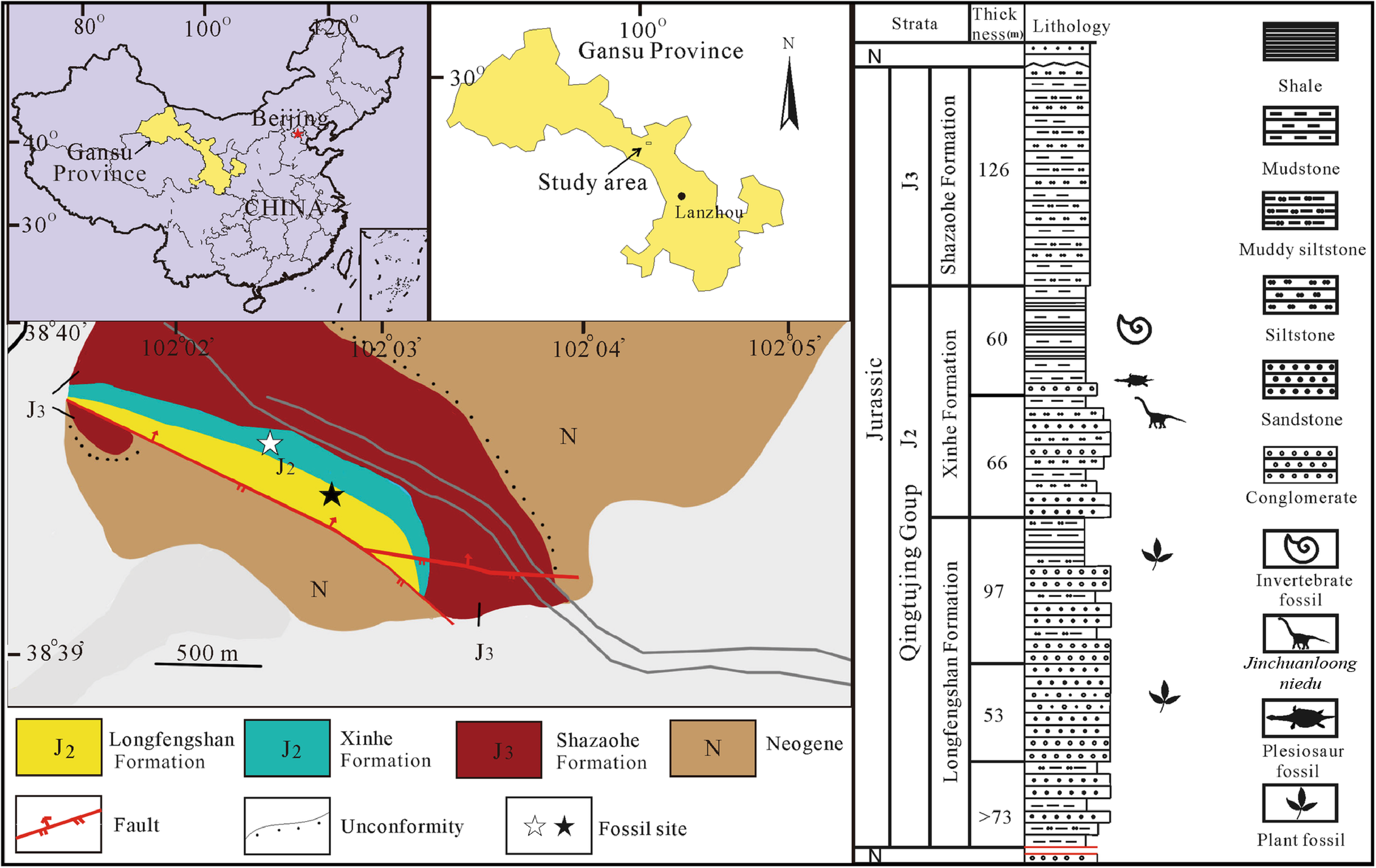
Geologická mapa oblasti, ve které se nachází i lokalita objevu sauropoda rodu Jinchuanloong.

## Popis
Tento menší sauropod dosahoval délky jen asi 10 metrů, tato míra byla odvozena z velikosti jeho lebky, měřící jen 31 cm na délku a 12,5 cm na výšku. Byl tedy podobně velký jako jiný čínský sauropod rodu Shunosaurus, měřící na délku asi 8,7 metru až 9,9 metru a vážící 3 až 3,3 tuny.
Na rozdíl od zmíněného šunosaura však Jinchuanloong patrně nebyl vybaven kostěnou "palicí" na konci ocasu.